# 1990 في الأردن
فيما يلي قوائم الأحداث التي وقعت خلال عام 1990 في الأردن.